# Oxyrrhynchium rugisetum
Oxyrrhynchium rugisetum là một loài Rêu trong họ Brachytheciaceae. Loài này được (Hampe) Herzog mô tả khoa học đầu tiên năm 1916.